# البریج جری
البریج جری (انگلیسی: Elbridge Gerry؛ ۱۷ ژوئیهٔ ۱۷۴۴ – ۲۳ نوامبر ۱۸۱۴) یک سیاست‌مدار اهل ایالات متحده آمریکا بود.